# Aldehído oxidasa
La Aldehído oxidasa (AO) es una enzima metabólica localizada en el citoplasma y está presente tanto en el reino animal como en el vegetal. En los vertebrados, constituye la pequeño sub-familia de molibdo-flavoenzimas. Requiere un cofactor de molibdeno (MoCo) y flavina adenina dinucleótido (FAD) para su actividad catalítica, es activa como un homodímero y cada monómero de aproximadamente 150 kDa. La aldehído oxidasa tiene una amplia especificidad de sustrato y cataliza la oxidación de aldehídos en ácido carboxílico así como la hidrozilación de algunos N-heterociclos. También puede catalizar la oxidación del citocromo P450 (CYP450) y de los productos intermedios de la monoamino oxidasa (MAO).
Debido a su estructura única, distribución y reconocimiento de sustrato, la aldehído oxidasa juega un papel muy importante en la metabolización de muchos fármacos.

## Estructura
Es homóloga a la xantina oxidasa (XO) y ambos muestran un notable grado de similitud en su secuencia de aminoácidos. La AO es activa como homodímero y está compuesta por dos subunidades idénticas de aproximadamente 150 kDa. Cada subunidad se subdivide en tres dominios distintos: un dominio de 20 kDa con N-terminal que une dos centros que contienen hierro (2Fe-2S), un dominio de 40 kDa que alberga el centro de unión a FAD, y un dominio C-terminal que alberga al cofactor de molibdeno. El molibdeno es un componente esencial de la enzima y se requiere para la catálisis junto con FAD. La AO es biológicamente inactivo hasta que se acompleja por un pterina especial para formar un complejo pteridina tetracíclico denominado "MoCo".
Las principales funciones de la pterina son colocar al molibdeno correctamente dentro del sitio activo de la enzima, controlar su comportamiento redox y participar en la transferencia de electrones desde y hacia el átomo de molibdeno.

## Mecanismo de oxidación
La AO cataliza la conversión, en presencia de oxígeno y agua, de un aldehído a ácido más peróxido de hidrógeno.
- aldehído + H2O + O2 --> ácido carboxílico + H2O2

En un típico ciclo catalítico el sustrato es oxidado al producto en el centro de Molibdeno. Los equivalentes reducidos se trasladan al FAD que es reoxidado por el oxígeno molecular. Los centros de hierro funcionan como mediadores de la transfrencia de electrones entre el MoCo y el cofactor de flavina así como almacenadores de equivalentes reductores durante la catálisis.

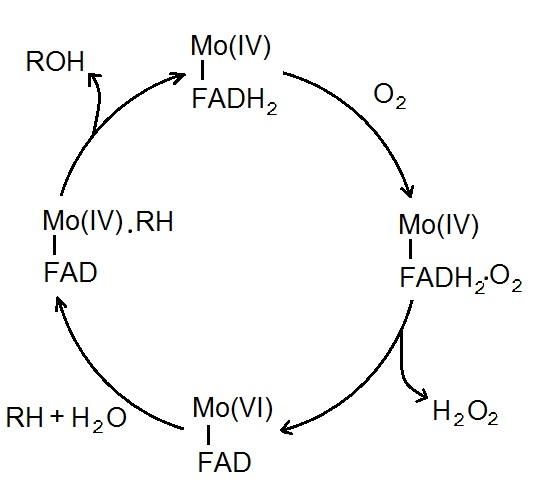
Mecanismo propuesto por Garattini en Pryde et al.

## Distribución en especies
Su número y tipos de genes activos varían según la especie. Por ejemplo, los seres humanos y los primates superiores tienen un solo gen AOX1 funcional, mientras que los roedores están dotados de cuatro AOXs.
Junto con el sistema del citocromo P450 endoplásmico (CYP450), la AOX1 citoplásmica es la principal enzima implicada en el metabolismo hepático de fase I de numerosos xenobióticos.
Las cuatro AO características de los roedores son: Aox1 y 3 aldehído oxidasas homólogos (Aox3, Aox4, y Aox3l1). Los humanos sintetizan un solo aldehído oxidasa funcional, AOX1, mientras que el genoma aviar contiene dos genes aldehído oxidasa: un homológo AOH y AOX1 (ortólogo al mismo gen que se encuentra en mamíferos).

## Distribución tisular
La aldehído oxidasa se encuentra distribuida en diversos tejidos. Es el hígado donde se encuentra la mayor concentración de esta enzima en todas las especies, incluyendo al humano. La eliminación de fármacos mediada por la aldehído oxidasa está dominada por la actividad de la enzima en el hígado.
La distribución en otros tejidos es dependiente de la especie. En los humanos, se ha detectado actividad enzimática en órganos excretores tales como pulmones, tracto gastrointestinal y riñones. En el tracto digestivo la actividad de la enzima reside principalmente en el intestino grueso y el intestino delgado mientras que en el sistema respiratorio es abundante en las células epiteliales de la tráquea y los bronquios así como en células alveolares.
El túbulo proximal, distal y colector también presentan altos niveles de AO. El tejido endocrino y el cerebro son otros órganos en donde se ha detectado actividad de la AO.

## Regulación
La regulación de la expresión del AO todavía no se conoce completamente, aunque algunos estudios han demostrado que el gen AOX1 está regulada por la vía Nrf2.
Varios esteroles y otros compuestos fenólicos han demostrado ser inhibidores de AO. Estos incluyen estradiol y etinilestradiol, así como compuestos estrogénicos naturales y sintéticos, tales como la genisteína, raloxifeno, dietilestilbestrol, entre otros.
El raloxifeno presenta una alta potencia inhibitoria de AO humana y es el inhibidor cuyo mecanismo es de los más estudiados. La potencia de inhibición de AO humana por el raloxifeno se reporta en un intervalo nanomolar de un solo dígito, mientras que para otras especies es de varios órdenes de magnitud mayor.
Ha llamado la atención la inhibición de AO causada por flavonoides planteándose la hipótesis de que los flavonoides en la dieta y en suplementos herbales podrían inhibir AO y de ese modo reducir la generación de especies reactivas de oxígeno (por ejemplo, H2O2) teniendo así un impacto modulador sobre los procesos de enfermedad.
Algunos otros inhibidores de AO son: perfenazina, tioridazina, menadiona, trifluoperazina, amitriptilina, felodipina, clomipramina, loratadina, prometazina, clorpromazina, norclomipramina, amodiaquina y nortriptilina.

## Importancia en el metabolismo de los fármacos
Se cree que tiene un impacto significativo sobre la farmacocinética. La AO es capaz de oxidar muchos fármacos en el hígado debido a su amplia especificidad de sustrato (tal como N-1-metilnicotinamida, N-metilftalazino, benzaldehído, retinal y vainillina). Es por esto que los genes AOX son cada vez más importantes tanto para la comprensión como para el control de la industria de drogas terapéuticas.